# تيسير قلا عواد
القاضي تسير قلا عواد (مواليد 1943) هو واحد من وزراء العدل السابقين في سورية.

## البداية والتعليم
ولد عواد في دمشق عام 1943. حصل على شهادة في القانون من جامعة دمشق كلية الحقوق في عام 1974.

## الحياة المهنية
عواد هو قاض عسكري، والرئيس السابق للمحكمة عسكرية، رئيس قسم التفتيش القضائي في وزارة العدل، وعضو في مجلس القضاء الأعلى. وكان رئيس لجنة للتحقيق في الجرائم التي ارتكبت في درعا. عين عواد وزير للعدل في مجلس الوزراء برئاسة رئيس الوزراء السابق عادل سفر في نيسان 2011. انتهت فترة عواد في 16 آب 2012، وخلفه نجم حمد الأحمد في منصب وزير العدل. لم يكن هنالك إعلان أو تصريح لإبعاده عن المنصب.

## العقوبات
يوم 23 أيلول 2011، فرض المجلس الأوروبي عليه عقوبات، بحجة أنه «كان على صلة مع النظام السوري، بما في ذلك من خلال دعم سياسات وممارسات الاعتقال والاحتجاز التعسفي .»

## الحياة الشخصية
عواد متزوج وله خمسة أولاد .